# École de management de Normandie
École de management de Normandie (École supérieure de commerce du Havre) je europska poslovna škola s razvedenim kampusom smještenim u Parizu, Le Havreu, Caenu, Oxfordu i Dublinu. Osnovana 1871.
EM Normandie je Financial Times 2019. rangirao na 81. mjesto među europskim poslovnim školama.
Svi programi imaju trostruku akreditaciju međunarodnih udruga EPAS, EQUIS, i AACSB. Škola ima istaknute apsolvente u poslovnom svijetu i u politici, kao što su primjerice Patrick Bourdet (CEO Areva Med) i Frédéric Daruty de Grandpré (CEO 20 Minutes).

## Vanjske poveznice
- Službena stranica